# Ismed Sofyan
Hajji Ismed Sofyan (sinh ngày 28 tháng 8 năm 1979 in Tualang Cut, Aceh) là một cầu thủ bóng đá người Indonesia thi đấu cho Persija Jakarta ở Liga 1. Anh thường thi đấu ở vị trí hậu vệ cánh hoặc hậu vệ phải và có chiều cao 168 cm. Anh có tốc độ rất nhanh và sút bóng cũng như kiến tạo tốt. Anh có 53 lần ra sân cho Đội tuyển bóng đá quốc gia Indonesia.

## Sự nghiệp
Anh thi đấu cho cả U-19 và U-23 Indonesia từ năm 1997 đến năm 2001. Lần đầu tiên xuất hiện của anh cho đội tuyển quốc gia là tại Asian Cup 2000 ở Liban. Anh thay cho Budi Sudarsono ở trận thứ hai tại vòng hai cho Indonesia trước Ả Rập Xê Út tại Bảng D Asian Cup 2007. Anh từng thi đấu cho Persija Jakarta từ năm 2002.

## Danh hiệu

### Danh hiệu quốc gia
Indonesia U-18
- Asian Schools Championship (1): 1996

Indonesia
- Indonesian Independence Cup (2): 2000, 2008

### Câu lạc bộ
Persija Jakarta
- Indonesia President's Cup: 2018

### Bàn thắng quốc tế
| # | Thời gian            | Địa điểm                                     | Đối thủ   | Bàn thắng | Kết quả | Giải đấu                               |
| - | -------------------- | -------------------------------------------- | --------- | --------- | ------- | -------------------------------------- |
| 1 | 6 tháng 5 năm 2001   | Sân vận động Rasmee Dhandu, Malé, Maldives   | Maldives  | 0–2       | 0–2     | Vòng loại World Cup 2002               |
| 2 | 8 tháng 9 năm 2004   | Sân vận động Sugathadasa, Colombo, Sri Lanka | Sri Lanka | 0–2       | 2–2     | Vòng loại World Cup 2006               |
| 3 | 15 tháng 11 năm 2008 | Sân vận động Thuwunna, Yangon, Myanmar       | Myanmar   | 0–1       | 2–1     | Myanmar Grand Royal Challenge Cup 2008 |